# Manuel Sanchez
Pour les articles homonymes, voir Sanchez et Manuel Sánchez.
Manuel Sanchez est un réalisateur, scénariste et producteur de cinéma français, né le 9 janvier 1958 à Garchizy. Il est notamment le réalisateur de Les Arcandiers et de La Dormeuse Duval.

## Biographie

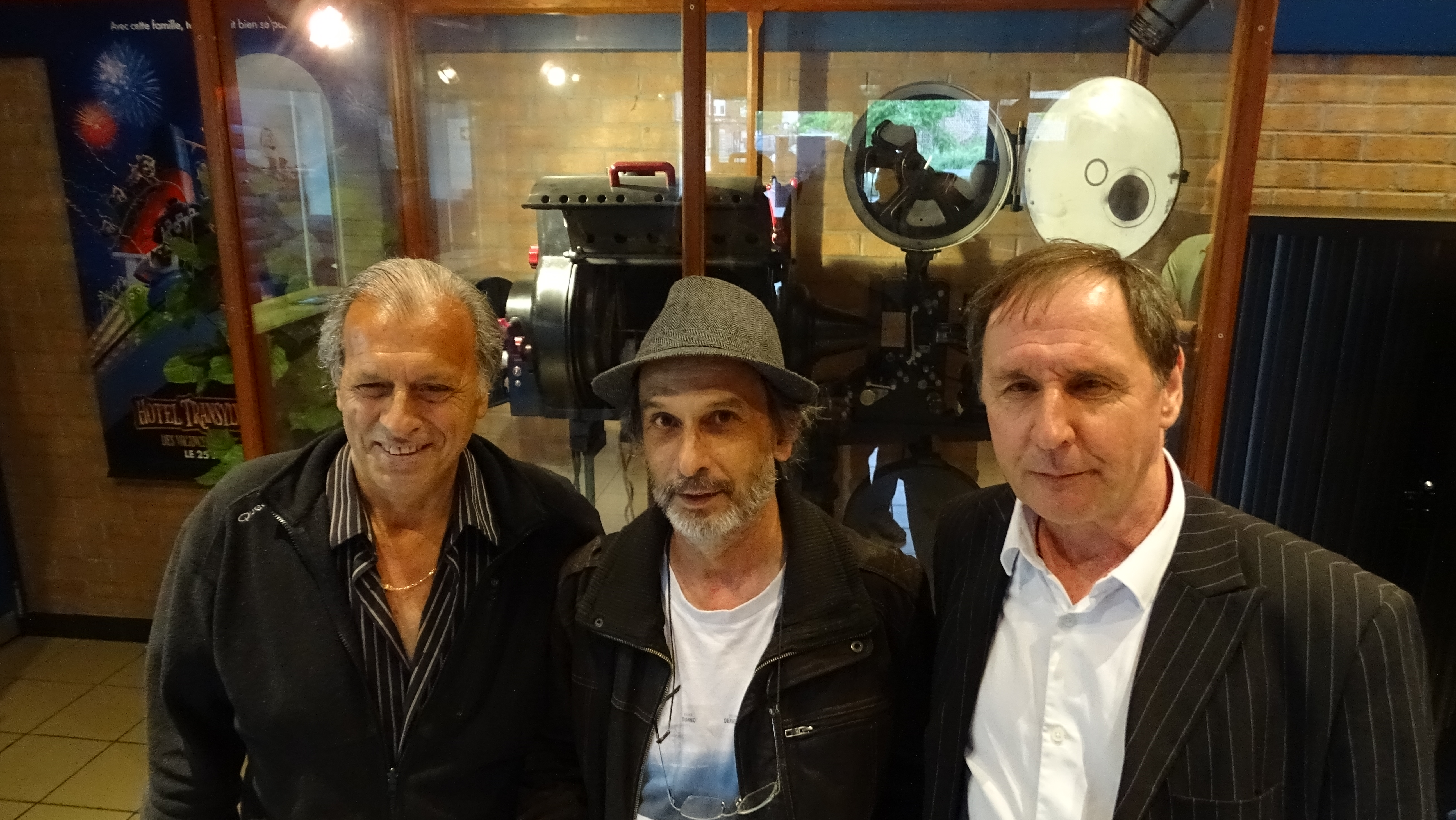
À L'Idéal Cinéma-Jacques Tati d'Aniche, en projection de La Dormeuse Duval le 1er juin 2018 Toni Librizzi, comédien (à gauche), Manuel Sanchez, réalisateur(au centre) et Jean marcel Crusiaux, comédien (à droite)

Manuel Sanchez a été aide-carrossier, OS à la chaîne chez Look, peintre en bâtiment, emballeur de matériel électrique, cobaye pour des laboratoires pharmaceutiques, employé de laboratoire agricole chez Limagrain, terrassier sur la piste du TGV Paris-Lyon, chauffeur-livreur pour le CNRS, infirmier militaire, admissionniste aux urgences de l'hôpital Saint-Antoine, éducateur spécialisé dans un centre pour mineurs délinquants et professeur de français à l'Alliance française de Medellin.
Il effectue des études de lettres et de psychologie à l'université de Clermont-Ferrand, où il découvre le cinéma d'auteur grâce au Ciné-Club universitaire de la faculté de lettres qui programme les films de Glauber Rocha, Bernardo Bertolucci, Luigi Comencini, Wim Wenders, Fassbinder, etc. Il voyage les années suivantes en Amérique latine (Pérou, Bolivie, Équateur et Colombie). De retour de Colombie, il étudie le cinéma au Conservatoire libre du cinéma français, et le droit à la Faculté de Reims. En 1985, il travaille sur Le Mariage du siècle, de Philippe Galland, avec Anémone, Thierry Lhermitte. Puis il enchaîne en 1986 sur Le Déclic, de Jean-Louis Richard, d'après la bande dessinée de Milo Manara, avec Jean-Pierre Kalfon et Florence Guérin aux studios de Boulogne-Billancourt dans l'équipe de Martine Barraqué (qui fut notamment la chef-monteuse de François Truffaut).
Il est également assistant de Jean-Charles Tacchella sur Travelling-Avant avec Thierry Frémont, Simon de La Brosse. Sur ce film, il se lie d'amitié avec Simon de La Brosse, à qui, en 1991, il propose le rôle de Tonio dans son long-métrage Les Arcandiers. Grâce à Martine Barraqué, il rencontre, aux studios de Boulogne-Billancourt, la monteuse Hélène Viard qui devient la productrice de ses deux courts métrages : Les Arcandiers (court-métrage, récompensé à de nombreuses reprises, notamment au Festival international du court métrage de Clermont-Ferrand, ayant précédé le long-métrage de même titre) et Grain de ciel.
En 1991, son long-métrage est remarqué par la critique, mais n'a pas le temps en salle, de bénéficier d'un bouche à oreille et de recueillir « le succès qu'il mérite ». Manuel Sanchez est qualifié de « successeur putatif d'Eric Rochant (Un monde sans pitié) et de Christian Vincent (la Discrète) dans l'écurie du producteur-découvreur Alain Rocca ».
Il dirige la Coopérative Européenne de productions Quizas, à Vouziers, où il habite depuis 1992.
En 2015, Manuel Sanchez sort son deuxième long-métrage de fiction La Dormeuse Duval.
En 2019, il crée le Festival de cinéma Les Rimbaud du Cinéma qui fait la promotion de films indépendants.

## Filmographie

### Longs métrages
- 1991 : Les Arcandiers[2]. long-métrage produit par Les Productions Lazennec. Ce film est nommé aux César du cinéma 1992[4], et se voit décerner deux autres récompenses : le prix du Public au Festival de Belfort 1991, et le prix d'interprétation masculine pour Dominique Pinon au Festival de Saint-Martin[Lequel ?].
- 2015 : La Dormeuse Duval

### Courts métrages
- 1985 : Les Arcandiers - court-métrage produit par Orlando Films, et Alain Rocca (Les Productions Lazennec). Ce court métrage a été primé dans de nombreuses manifestations cinématographiques :
  - Nomination aux César du cinéma 1987[4].
  - Prix du public et prix Antenne 2 au Festival du film de Belfort.
  - Prix spécial du Jury au Festival international du court métrage de Clermont-Ferrand, ex æquo avec In transit, de Cédric Klapisch[1].
  - Prix du Public au Festival d'Epinay[Lequel ?].
  - Grand Prix du Festival européen du film court de Brest.
  - Prix du Public du Festival du film court de Villeurbanne.
  - Prix de l'Image de Film au Festival de Chalon-sur-Saône.
  - Mention spéciale au Festival international du film de Melbourne.
  - Sélectionné au Festival du film de Londres.
- 1986 : Grain de ciel. court-métrage produit par Orlando Films :
  - Grand Prix du Court-Métrage au Festival international du film fantastique d'Avoriaz 1989,
  - Scénario publié dans la revue :  L'Avant-scène cinéma.

### Documentaires
- 1982 : Chercheurs d'or. documentaire tourné en Amérique latine.
- 1994 : Johnny. Portrait d'un fan de Johnny Hallyday (Canal +, 1994)
- 2007 : Voyage en Rimbaldie (Trampin'in Rimbaldia) co-réalisé avec Muriel Sanchez-Harrar : voyage dans l’œuvre et au pays d'Arthur Rimbaud[5].

### Producteur
- La Dormeuse Duval : scénario de Muriel Sanchez-Harrar et Manuel Sanchez. Long métrage produit par Quizas, avec Dominique Pinon.
- Chez Verlaine : scénario de Franz Bartelt. Court métrage produit par C'est arrivé près de chez vous, avec Dominique Pinon.
- Illumination : scénario de Franz Bartelt. Court métrage produit par C'est arrivé près de chez vous, avec Charles Schneider et Dominique Pinon.
- 1995 : Des souris et des hommes (théâtre) s'appuyant sur l’œuvre de John Steinbeck. La mise en scène est de Muriel Sanchez-Harrar et de la compagnie C'est arrivé près de chez vous.